# Rosalind Belben
Rosalind Loveday Belben (née le 1er février 1941) est une romancière britannique.

## Biographie
Elle est née en 1941 dans le Dorset où elle vit aujourd'hui, à Bere Regis. Elle est la fille de George Devereux Belben, commandant décoré de la Royal Navy, et de Joyce Pamela May Belben.
Elle est membre de la Royal Society of Literature. Son roman Our Horses in Egypt  remporte le Prix James Tait Black en 2007. Elle a également écrit Bogies, Reuben Little Hero, The Limit, Dreaming of Dead People et Hound Music.
Lynne Segal la décrit comme une « auteure quelque peu négligée et une styliste élégante », et fait l'éloge de Dreaming of Dead People.

## Romans
- Bogies (1972)
- Reuben Little Hero (1973)
- The Limit (1974)
- Dreaming of Dead People (1979)
- Is Beauty Good (1989)
- Choosing Spectacles (1995)
- Hound Music (2001)
- Our Horses in Egypt (2007)